# Бикин
Бикин (рус. Бикин) град је у Русији у Хабаровском крају. Према попису становништва из 2010. у граду је живело 17156 становника.

## Становништво
| 1939.  | 1959.  | 1970.  | 1979.  | 1989.  | 2002.  | 2010.  |
| ------ | ------ | ------ | ------ | ------ | ------ | ------ |
| 15.094 | 19.000 | 17.473 | 17.717 | 19.129 | 19.641 | 17.156 |